# Siège de Constantine (1807)
Pour les articles homonymes, voir Siège de Constantine.
Guerre algéro-tunisienne de 1807
Batailles
Le siège de Constantine par Hammouda Pacha en 1807 a été une tentative de prendre la ville par des forces tunisiennes, les troupes furent repoussées par les forces algériennes, causant de lourdes pertes humaines et matérielles du côté tunisien.

## Contexte historique
Le siège de Constantine fait partie de l'histoire de l'Algérie qui remonte à la fin du XVIIIe siècle. À cette période-là, la Tunisie était un vassal d'Alger. Cette période a vu le début d'un conflit entre les forces algériennes et tunisiennes.

## Le déroulement du siège
L'armée tunisienne arrive à Constantine le 3 avril avec des hommes et des cavaliers. Les Tunisiens continuent leur route et atteignent le plateau du Mansourah ; le bey Hussein s'enfuit à son tour vers "mtâa-d-dâyra". La ville est ensuite bloquée et assiégée. L'armée tunisienne installe ses canons dans les zones occupées. Les envahisseurs subissent une résistance inattendue de la part des tribus berbères. Le bey de Constantine reçoit d'Alger un renfort de 3 000 à 4 000 troupes régulières qui, joints à ceux dont il disposait, forment une armée de 7 000 hommes. Au bout de 30 jours de siège, sans résultats, l'armée tunisienne abandonne Constantine. 